# Mèlet
Mèlet (en llatí Meletus, en grec antic Μέλητος "Méletos") fou un poeta tràgic grec destacat principalment com un dels acusadors de Sòcrates.
Era nadiu de la demos de Pitea i no era gaire conegut quan va fer l'acusació contra Sòcrates, però ja és esmentat per Aristòfanes com un autor que hauria escrit alguna obra a la seva joventut. Quan va acusar Sòcrates devia tenir uns 40 o 45 anys. Plató diu que ja era conegut com a poeta i suposa que l'acusació la va fer per un ressentiment personal, ja que Sòcrates el criticava a ell i a altres poetes, i també per obtenir notorietat. Plató l'anomena ἁγνώς ("ignorat"), potser pel seu poc mèrit, més que no pas per ser un desconegut. Aristòfanes el fa sortir a la seva obra Les granotes i el converteix en un dels ambaixadors enviats pels poetes de la terra als poetes de l'Hades.
La seva poesia era sovint eròtica, segons explica Epícrates d'Ambràcia. Suides diu que era orador, segurament per la seva acusació contra Sòcrates, i poeta. Mèlet va ser el que va presentar l'acusació davant de l'arcont, però segons un comentarista era el més insignificant dels acusadors. Els altres dos personatges que van acusar Sòcrates eren Anitos d'Atenes i Lícon, que sembla que van ser subornats per participar en la denúncia.
Després de la mort de Sòcrates els atenencs es van penedir de l'acusació i Mèlet va ser mort per lapidació com a principal instigador. Un Mèlet que va ser un dels acusadors de la profanació i la mutilació dels Hermes el 415 aC, després actiu partidari dels Trenta tirans i més tard acusador d'Andòcides, és probablement el mateix personatge.